# Llista de peixos del riu Sirdarià

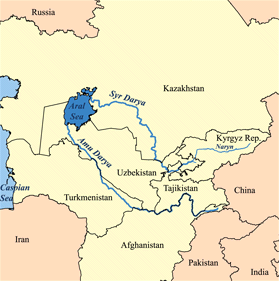
Conca del riu Sirdarià al Kirguizstan, l'Uzbekistan, el Tadjikistan i el Kazakhstan

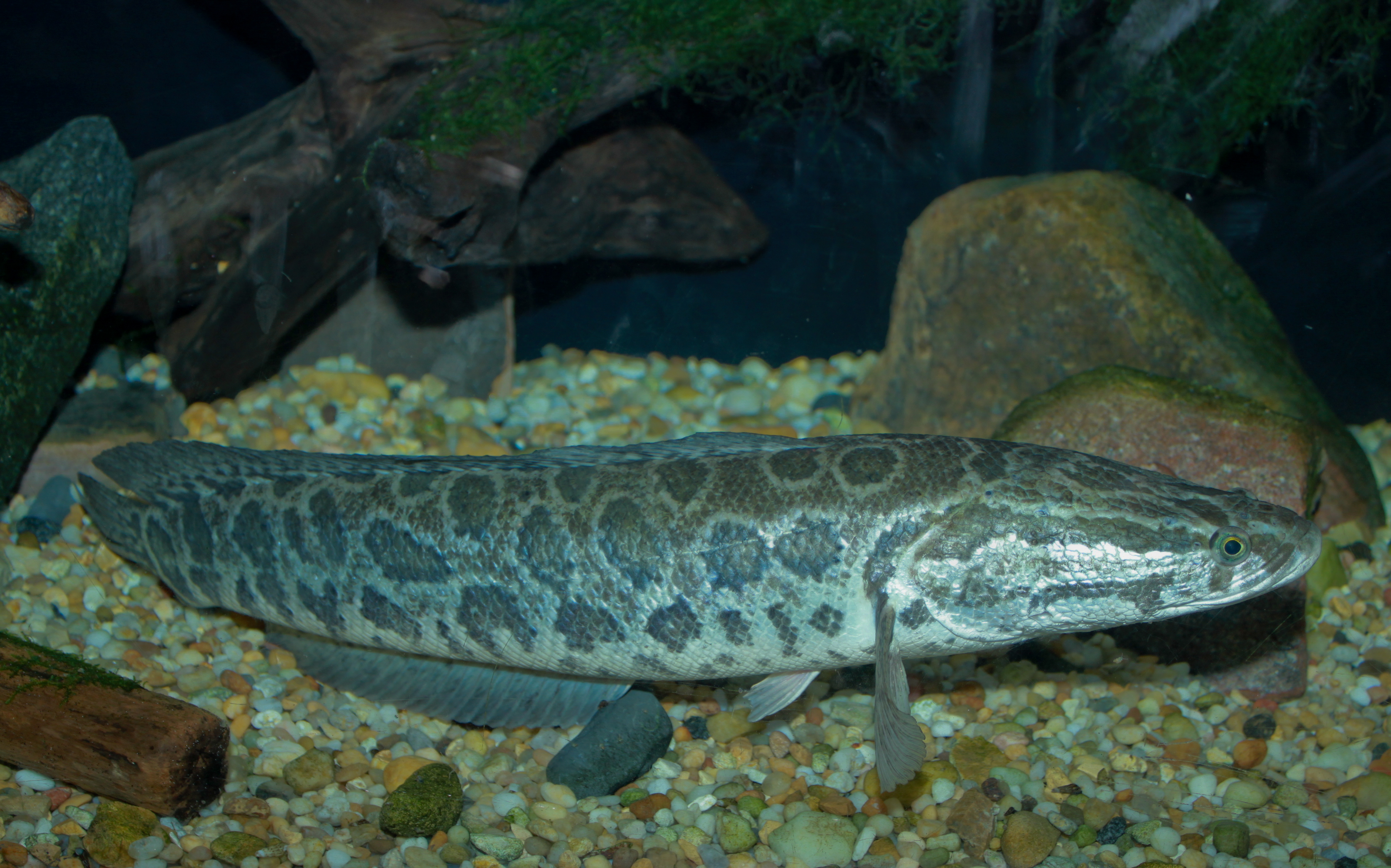
Channa argus

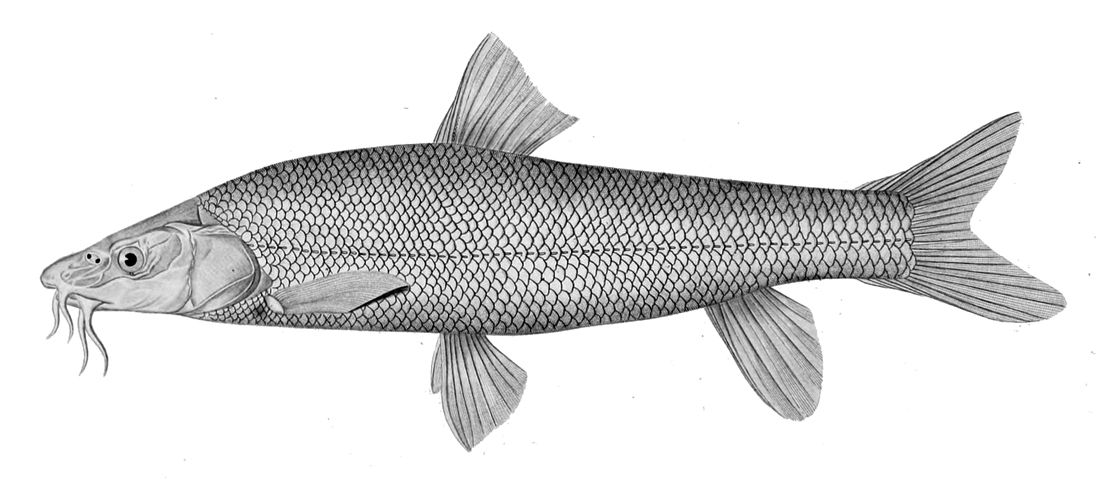
Luciobarbus capito (il·lustració del 1874)

Aquesta llista de peixos del riu Sirdarià inclou 7 espècies de peixos que es poden trobar actualment al riu Sirdarià ordenades per l'ordre alfabètic de llur nom científic.

## C
- Channa argus
- Cottus nasalis
- Cottus spinulosus

## L
- Luciobarbus capito

## P
- Phoxinus phoxinus
- Pseudoscaphirhynchus fedtschenkoi

## T
- Triplophysa kafirnigani[1]